# Campeonato Europeu de meio-fundo
O Campeonato Europeu de meio-fundo masculino é o Campeonato Europeu de meio-fundo organizado anualmente pela União Europeia de Ciclismo. Os primeiros campeonatos tiveram lugar em 1896.
Desde que o campeonato do mundo de meio-fundo desapareceu em 1994, é a prova mais reconhecida para as especialistas do meio-fundo.
O campeonato é open desde 1995.

## Palmarés
| Ano      | Ouro                   | Prata                  | Bronze                 |
| -------- | ---------------------- | ---------------------- | ---------------------- |
| 1896     | Lucien Lesna           | Paul Münchner          | Alphonse Baugé         |
| 1897     | Franz Gerger           | Henri Luyten           | Alfred Köcher          |
| 1898     | Lucien Lesna           | Wilhelm Struck         | Paul Becker            |
| 1899     | Artur Adalbert Chase   | Albert E. Walters      | Émile Bouhours         |
| 1900     | Piet Dickentman        | Constant Huret         | Eduard Taylor          |
| 1901     | Thaddäus Robl          | Piet Dickentman        | Fritz Ryser            |
| 1902     | Thaddäus Robl          | Henri Contenet         | Jimmy Michael          |
| 1903     | Thaddäus Robl          | Paul Dangla            | Piet Dickentman        |
| 1904     | Thaddäus Robl          | Tommy Hall             | Piet Dickentman        |
| 1905     | Paul Guignard          | Thaddäus Robl          | Louis Darragon         |
| 1906     | Paul Guignard          | Robert Walthour        | Thaddäus Robl          |
| 1907     | Thaddäus Robl          | Piet Dickentman        | Arthur Vanderstuyft    |
| 1908     | Arthur Stellbrink      | Paul Guignard          | Peter Günther          |
| 1909     | Paul Guignard          | Albert Schipke         | Thaddäus Robl          |
| 1910     | Friedrich Theile       | Robert Walthour        | Fritz Ryser            |
| 1911 (1) | Jimmy Moram            | Paul Guignard          | Willi Mauss            |
| 1911 (2) | Robert Walthour        | Peter Günther          | Richard Scheuermann    |
| 1912     | Paul Guignard          | Peter Günther          | Karl Saldow            |
| 1913     | Victor Linart          | Paul Guignard          | Gustav Janke           |
| 1914     | Peter Günther          | Jacob Esser            |                        |
| 1920     | Georges Sérès          | Jules Miquel           | Karel Verkeyn          |
| 1948     | Jacques Besson         | Elia Frosio            | August Meuleman        |
| 1949     | Jacques Besson         | Elia Frosio            | August Meuleman        |
| 1950     | Jacques Besson         | Raoul Lesueur          | Elia Frosio            |
| 1951     | Raoul Lesueur          | Elia Frosio            | Cor Bakker             |
| 1952     | Adolf Verschueren      | Raoul Lesueur          | Erich Bautz            |
| 1953     | Roger Queugnet         | Adolf Verschueren      | Roger Godeau           |
| 1954     | Adolf Verschueren      | Horst Holzmann         | Guy Bethery            |
| 1955 (1) | Lothar Schiller        | Adolf Verschueren      | Jacques Besson         |
| 1955 (2) | Karl-Heinz Marsell     | Adolf Verschueren      | Graham French          |
| 1956     | Adolf Verschueren      | Roger Godeau           | Graham French          |
| 1957     | Karl-Heinz Marsell     | Paul Depaepe           | Walter Bucher          |
| 1959 (1) | Adolf Verschueren      | Guillermo Timoner      | Valentin Petry         |
| 1959 (2) | Karl-Heinz Marsell     | Guillermo Timoner      | Norbert Koch           |
| 1961 (1) | Adolf Verschueren      | Wout Wagtmans          | Otto Altweck           |
| 1961 (2) | Paul Depaepe           | Jean Raynal            | Karl-Heinz Marsell     |
| 1963     | Paul Depaepe           | Karl-Heinz Marsell     | Guillermo Timoner      |
| 1964     | Paul Depaepe           | Guillermo Timoner      | Leo Proost             |
| 1965 (1) | Leo Proost             | Jaap Oudkerk           | Domenico De Lillo      |
| 1965 (2) | Leo Proost             | Ehrenfried Rudolph     | Guillermo Timoner      |
| 1967 (1) | Dieter Kemper          | Romain De Loof         | Ehrenfried Rudolph     |
| 1967 (2) | Jaap Oudkerk           | Ehrenfried Rudolph     | Romain De Loof         |
| 1969 (1) | Dieter Kemper          | Jaap Oudkerk           | Ehrenfried Rudolph     |
| 1969 (2) | Hans Junkermann        | Jaap Oudkerk           | Ehrenfried Rudolph     |
| 1971     | Ehrenfried Rudolph     | Dieter Kemper          | Jaap Oudkerk           |
| 1972     | Dieter Kemper          | Theo Verschueren       | Jaap Oudkerk           |
| 1973     | Dieter Kemper          | Theo Verschueren       | Piet De Wit            |
| 1974     | Cees Stam              | Piet De Wit            | Romain De Loof         |
| 1975     | Dieter Kemper          | Cees Stam              | Wilfried Peffgen       |
| 1976 (1) | Cees Stam              | Dieter Kemper          | René Pijnen            |
| 1976 (2) | Wilfried Peffgen       | René Savary            | Walter Avogadri        |
| 1977     | Wilfried Peffgen       | René Savary            | Willy De Bosscher      |
| 1978     | Wilfried Peffgen       | Horst Schütz           | Martin Venix           |
| 1979     | Wilfried Peffgen       | Horst Schütz           | Martin Venix           |
| 1980     | Wilfried Peffgen       | Horst Schütz           | Martin Venix           |
| 1981     | Horst Schütz           | René Kos               | Wilfried Peffgen       |
| 1982     | Horst Schütz           | Max Hürzeler           | Wilfried Peffgen       |
| 1983     | Max Hürzeler           | Martin Venix           | Bruno Vicino           |
| 1984     | Werner Betz            | Constant Tourné        | Horst Schütz           |
| 1985     | Werner Betz            | Max Hürzeler           | Bruno Vicino           |
| 1986     | Max Hürzeler           | Mathieu Hermans        | Peter Steiger          |
| 1987     | Max Hürzeler           | Peter Steiger          | Constant Tourné        |
| 1988     | Danny Clark            | Constant Tourné        | Torsten Rellensmann    |
| 1989     | Torsten Rellensmann    | Roland Günther         | Peter Steiger          |
| 1990     | Torsten Rellensmann    | Andrea Bellati         | Roland Günther         |
| 1995     | Arno Küttel            | Carsten Podlesch       | Roland Königshofer     |
| 1996     | Carsten Podlesch       | Richi Rossi            | Roland Königshofer     |
| 1997     | Sabino Cannone         | Hans-Kurt Brand        | Carsten Podlesch       |
| 1998     | Hans-Kurt Brand        | Ronald Rol             | Patrick Kops           |
| 2000     | Carsten Podlesch       | Stefan Klare           | Sabino Cannone         |
| 2001     | Carsten Podlesch       | Sabino Cannone         | Stefan Klare           |
| 2006     | Giuseppe Atzeni        | Carsten Podlesch       | Timo Scholz            |
| 2007     | Timo Scholz            | Mario Vonhof           | Peter Jörg             |
| 2008     | Timo Scholz            | Reinier Honig          | Peter Jörg             |
| 2009     | Giuseppe Atzeni        | Mario Vonhof           | Peter Jörg             |
| 2010     | Giuseppe Atzeni        | Patrick Kos            | Bob Stöpler            |
| 2011     | Patrick Kos            | Giuseppe Atzeni        | Mario Birrer           |
| 2012     | Anulado devido à chuva | Anulado devido à chuva | Anulado devido à chuva |
| 2013     | Mario Birrer           | Florian Fernow         | Giuseppe Atzeni        |
| 2014     | Mario Birrer           | Stefan Schäfer         | Patrick Kos            |
| 2015     | Não foi organizado     | Não foi organizado     | Não foi organizado     |
| 2016     | Stefan Schäfer         | Franz Schiewer         | Giuseppe Atzeni        |
| 2017     | Franz Schiewer         | Reinier Honig          | Stefan Schäfer         |
| 2018     | Franz Schiewer         | Reinier Honig          | Daniel Harnisch        |
| 2019     | Reinier Honig          | Christoph Schweizer    | Daniel Harnisch        |